# Самоа сюр Сен
Самоа̀ сюр Сен (на френски: Samois-sur-Seine) е малък град в Северна Франция, департамент Сена и Марна на регион Ил дьо Франс. Разположен е на река Сена, на 17 km югоизточно от Мелюн. Населението му е около 2060 души (2007).

## Личности
В Самоа сюр Сен умира белгийският музикант Джанго Райнхарт (1910-1953).